# 존 잉글

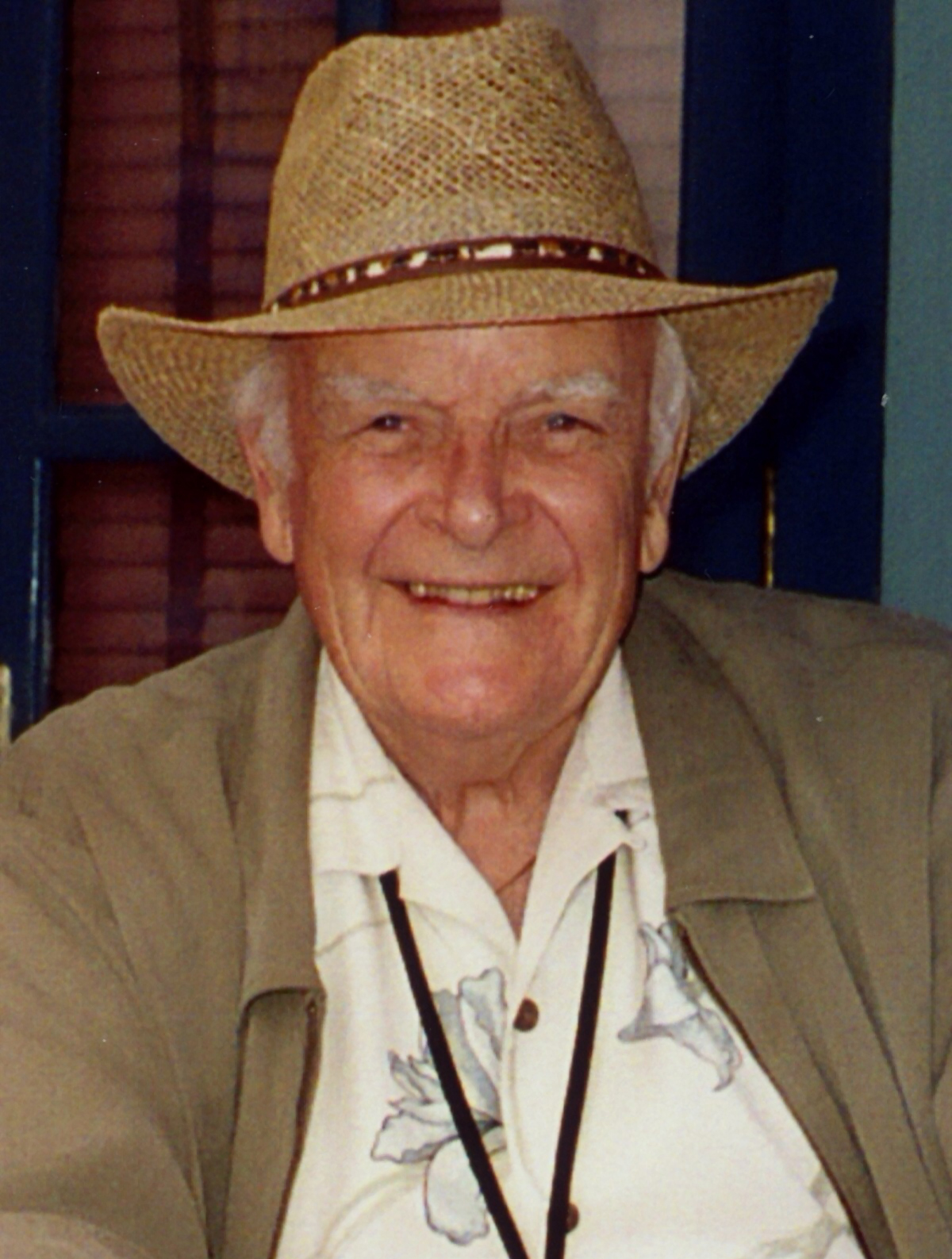

존 잉글(John Ingle, 1928년 5월 7일 ~ 2012년 9월 16일)은 미국의 배우, 텔레비전 배우, 영화배우, 성우, 교사이다.
털사에서 태어났으며 로스앤젤레스에서 사망하였다. 사인은 암이다.

## 영화
- 타이머 (2009년)
- 빅 러브 (2006년)
- 공룡시대 12 (2006년)
- 호스티지 (2005년)
- 공룡시대 11 - 티라노와 아기공룡 (2004년)
- 공룡시대 10 (2003년)
- 공룡시대 9 (2002년)
- 공룡시대 7 (2000년)
- 센스리스 (1998년)
- 공룡시대 6 (1998년)
- 공룡시대 5 (1997년)
- 배트맨 4 - 배트맨과 로빈 (1997년)
- 공룡시대 4 (1996년)
- 더 드류 캐리 쇼 (1995년)
- 공룡시대 3 (1995년)
- 공룡시대 2 (1994년)
- 수처 (1993년)
- 스키터 (1993년)
- 죽어야 사는 여자 (1992년)
- 계부 3 (1992년)
- 옛 연인들의 데이트 (1991년)
- 미녀 스캔들 (1990년)
- 로보캅 2 (1990년)
- 헤더스 (1989년)
- 디펜스 플레이 (1988년)
- 트루 스토리스 (1986년)
- 낫츠 랜딩 (1979년)
- 달라스 (1978년)
- 우리 생애 나날들 (1965년)